# Найтсвілл (Індіана)
Найтсвілл (англ. Knightsville) — місто (англ. town) в США, в окрузі Клей штату Індіана. Населення — 702 особи (2020).

## Географія
Найтсвілл розташований за координатами 39°31′31″ пн. ш. 87°5′21″ зх. д. / 39.52528° пн. ш. 87.08917° зх. д. (39.525352, -87.089134).  За даними Бюро перепису населення США в 2010 році місто мало площу 2,69 км², уся площа — суходіл.

## Демографія
Згідно з переписом 2010 року, у місті мешкали 872 особи в 274 домогосподарствах у складі 207 родин. Густота населення становила 324 особи/км².  Було 303 помешкання (113/км²).
Расовий склад населення:
| - 96,6 % — білих - 1,3 % — чорних або афроамериканців - 0,2 % — корінних американців - 0,2 % — азіатів - 0,1 % — вихідців з тихоокеанських островів |

До двох чи більше рас належало 1,6 %. Частка іспаномовних становила 0,7 % від усіх жителів.
За віковим діапазоном населення розподілялося таким чином: 20,1 % — особи молодші 18 років, 59,3 % — особи у віці 18—64 років, 20,6 % — особи у віці 65 років та старші. Медіана віку мешканця становила 41,3 року. На 100 осіб жіночої статі у місті припадало 100,5 чоловіків;  на 100 жінок у віці від 18 років та старших — 102,6 чоловіків також старших 18 років.
Середній дохід на одне домашнє господарство  становив 56 190 доларів США (медіана — 52 083), а середній дохід на одну сім'ю — 57 897 доларів (медіана — 51 146). Медіана доходів становила 42 868 доларів для чоловіків та 26 488 доларів для жінок. За межею бідності перебувало 4,4 % осіб, у тому числі 6,9 % дітей у віці до 18 років та 5,9 % осіб у віці 65 років та старших.
Цивільне працевлаштоване населення становило 368 осіб. Основні галузі зайнятості: виробництво — 32,9 %, освіта, охорона здоров'я та соціальна допомога — 21,5 %, транспорт — 9,8 %, науковці, спеціалісти, менеджери — 9,5 %.